# Naturhumanistiska gymnasiet, Helsingborg

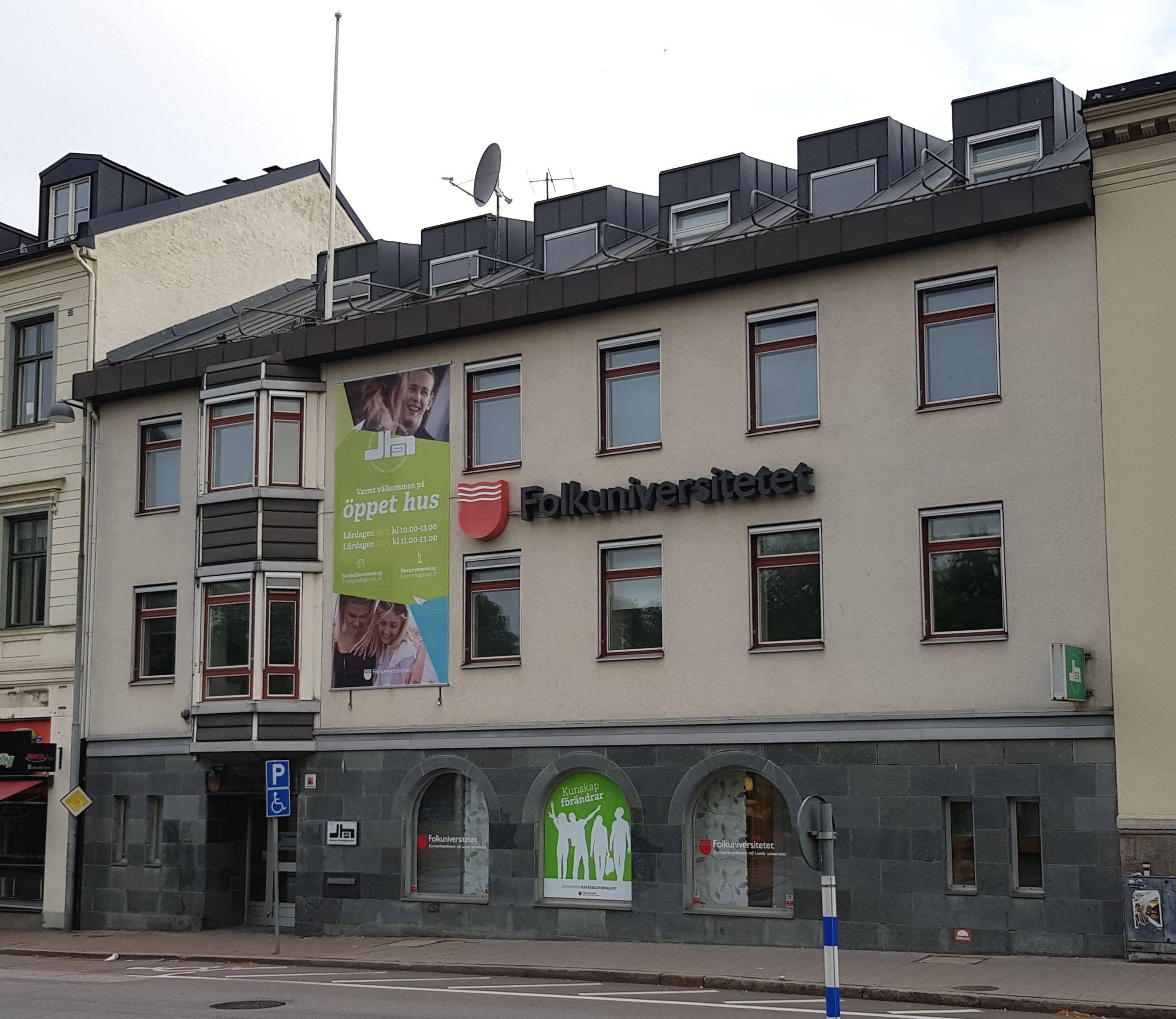
Johannes Hedberggymnasiet på Trädgårdsgatan.

Naturhumanistiska gymnasiet var en gymnasieskola i Folkuniversitetets regi. Programmet var i grunden detsamma som det nationella naturvetenskapsprogrammet. Skolan låg på Gasverksgatan i Helsingborg, bara ett par hundra meter ifrån systerskolan Johannes Hedbergsskolan på Trädgårdsgatan. 
Gymnasieskolan är sedan 2009 en del av Folkuniversitetets friskolor och går efter sammanslagningen med  systerskolan under namnet Johannes Hedberggymnasiet. Skolan har två program, ett naturvetenskapligt och ett samhällsvetenskapligt. Johannes Hedberggymnasiet har totalt cirka 400 elever. Våren 2022 flyttade skolan till nyrenoverade lokaler på Gasverksgatan.